# زرع الخلايا المعتمد على علم الموائع الدقيقة
يدمج زرع الخلايا المعتمد على علم الموائع الدقيقة المعارف المستمدة من علم الأحياء والكيمياء الحيوية والهندسة والفيزياء، لتطوير أجهزة وتقنيات خاصة بزراعة الخلايا وصيانتها وتحليلها واختبارها على المستوى المجهري. وبهذه الطريقة، يدمج هذا المجال علم الموائع الدقيقة، وهو مجموعة من التقنيات المستخدمة لمعالجة أحجام السوائل الصغيرة (المقاسة بالميكرولتر والنانولتر والبيكولتر) ضمن أنظمة دقيقة مصطنعة، مع عملية زرع الخلايا، وهي عملية تتضمن مراقبة الخلايا وتنميتها في بيئة مخبرية مضبوطة. يستخدم علم الموائع الدقيقة في دراسات علم الأحياء الخلوي، إذ تعتبر أبعاد قنوات الموائع الدقيقة مناسبة تمامًا لأحجام الخلايا (بقيم أسية تعادل 10 ميكرومتر). على سبيل المثال، تحتوي الخلايا حقيقية النواة على أبعاد خطية تتراوح بين 10 و100 ميكرومتر، أي أنها تقع ضمن نطاق أبعاد الموائع الدقيقة. يتمثل أحد المكونات الرئيسية لزرع الخلايا المعتمد على الموائع الدقيقة في قدرته على محاكاة البيئة الدقيقة للخلايا، وهذا يتضمن العوامل القابلة للذوبان التي تنظم بنية الخلية ووظيفتها وسلوكها ونموها. يتميز هذا النوع من الأجهزة بعنصر مهم آخر، وهو القدرة على خلق تدرجات مستقرة مشابهة لتلك الموجودة في الجسم الحي، وهي مهمة بسبب ممارستها دور مهم في فهم تأثيرات الانجذاب الكيميائي والصلابة ووجهة النمو على الخلايا.

## زرع الخلايا التقليدي
تنمو الخلايا في زرع الخلايا التقليدي ثنائي الأبعاد على سطح مستو، على سبيل المثال: قاع صفيحة معايرة، وتعرف بأنها الطريقة التقليدية لزرع الخلايا. تعتبر هذه الطريقة مفيدة لنمو الخلايا ووضعها في مزارع ثانوية لاستخدامها في تجارب لاحقة، ولكنها لا تمثل بيئة مثالية لمراقبة استجابة الخلية للمنبهات؛ إذ لا تستطيع الخلايا التحرك بحرية أو أداء وظائفها كما في الجسم الحي، وهو أمر يعتمد على تفاعلات المطرس خارج الخلوي. لمعالجة هذه المشكلة، طور الباحثون طرق عديدة لخلق بيئة خلوية حقيقية ثلاثية الأبعاد. تعتبر القطرة المعلقة أحد الأمثلة على الطريقة ثلاثية الأبعاد. في هذه الطريقة، تعلق قطرة تحمل خلايا نامية بطريقة تتدلى فيها نحو الأسفل، ما يسمح للخلايا بالنمو حول بعضها البعض وفوق بعضها البعض، لتكوّن في النهاية شكل شبه كروي. تستخدم طريقة القطرة المعلقة لزراعة الخلايا السرطانية، ولكنها محدودة بالشكل الكروي. ساهم ظهور أجهزة الموائع الدقيقة المعتمدة على المركبات متعددة ثنائي ميثيل السيلوكسان، عبر استخدام تقنيات الليثوغرافيا اللينة، بتقدم أجهزة الموائع الدقيقة، إذ أثبتت قدرتها على محاكاة البيئة الطبيعية ثلاثية الأبعاد للخلايا المزروعة.

## زرع الخلايا المعتمد على علم الموائع الدقيقة
تتيح أجهزة الموائع الدقيقة دراسة عينات تتكون من خلية واحدة إلى بضع مئات من الخلايا ضمن بيئة ثلاثية الأبعاد. في المقابل، تحمل أوساط الزرع العيانية ثنائية الأبعاد خلايا يتراوح عددها من 104 إلى 107 خلية على سطح مستو. تسمح تقنيات علم الموائع الدقيقة أيضًا بخلق تدرج كيميائي وتدفق مستمر للوسائط الجديدة وبإجراء فحوص عالية الإنتاجية وتطبيق مباشر للأدوات التحليلية. بالإضافة إلى ذلك، تسمح مزارع الخلايا المعتمدة على الموائع الدقيقة المفتوحة، كالقنوات الدقيقة، بالتلاعب المادي المباشر بالخلايا ذات الماصات الدقيقة. تستخدم العديد من أنظمة الموائع الدقيقة الهلام المائي كبديل للمطرس خارج الخلوي، وهو مادة يمكن تعديلها وفقًا لسماكة الألياف وحجم المسام، وقد أثبتت التجارب نجاح نمو الخلايا السرطانية في هذه الأوساط. طور الباحثون مزارع خلايا ثلاثية الأبعاد خالية من الهلام للخلايا التي تنمو في بيئة كثيفة الخلايا أو بيئة فقيرة بالمواد خارج الخلوية. أثبتت هذه الأجهزة أنها مفيدة للغاية، ولكنها ما زالت تملك بعض العيوب، كالتصاق الخلايا بالسطح الذي يتكون من مركبات متعددة ثنائي ميثيل السيلوكسان وانتشار الجزيئات الصغيرة ضمن هذه المركبات وانجراف البوليمرات غير المتفاعلة منها ضمن وسط الزرع.
أدى استخدام أوساط الزرع الخلوية ثلاثية الأبعاد في أجهزة الموائع الدقيقة إلى مجال معني بدراسة نماذج تحاكي عمل عضو أو نسيج ما في الجسم على مستوى دقيق، أو ما يسمى بمجال دراسة العضو على رقاقة. استخدم التقرير الأول لأوساط الزرع المعتمدة على علم الموائع الدقيقة لدراسة سمية مستقلبات النفثالين على الكبد والرئة «فيرافايدا وآخرون». يمكن لهذه الأجهزة أن تطور نسخة مجردة من نظام يشبه العضو يمكن استخدامه لفهم العديد من العمليات البيولوجية. من خلال إضافة بُعد إضافي، سنستطيع خلق بنى خلوية أكثر تقدمًا كما سيصبح سلوك الخلية محاكيًا لديناميكيات الجسم الحي بشكل أكبر، إذ يمكن للخلايا الانخراط في اتصال مدعوم بالخلايا المجاورة، كما يمكن محاكاة تفاعلات المطرس خارج الخلوي. في هذه الأجهزة، يمكن للغرف، أو طبقات الكولاجين التي تحتوي على أنواع مختلفة من الخلايا، أن تتفاعل مع بعضها البعض لعدة أيام، بينما توفر القنوات المختلفة العناصر الغذائية اللازمة للخلايا. تتميز هذه الأجهزة بأنها تسمح لنا بمراقبة وظائف الأنسجة وتمييزها في ظل ظروف قابلة للضبط (على سبيل المثال، تأثير إجهاد القص على الخلايا أو تأثير الإجهاد الدوري أو القوى الأخرى)، لفهم الوظيفة الكلية للعضو بشكل أفضل. تعمل هذه النماذج ثلاثية الأبعاد بشكل أفضل على مستوى الجهاز الخلوي مقارنةً بالنماذج ثنائية الأبعاد، ومع ذلك، ما تزال تواجه بعض العقبات، وهذا يتضمن: تصوير الخلايا والتحكم في تدرج ما في النماذج الثابتة (أي بدون نظام تروية) وصعوبة إعادة تكوين الأوعية الدموية. على الرغم من هذه العقبات، ما تزال النماذج ثلاثية الأبعاد تستخدم كأدوات لدراسة الاستجابة للأدوية واختبارها في الأبحاث الدوائية. في السنوات الأخيرة، صممت أجهزة موائع دقيقة تعيد إنتاج المركب في شبكة وعائية دقيقة ضمن الجسم الحي. استخدم مبدأ دراسة العضو على الرقاقة لخلق أنظمة معقدة للغاية، كمحاكاة خلايا الرئة الظهارية في مجرى هوائي مكشوف، ما قدم لنا فكرة قيمة عن كيفية عمل الأنظمة والأنسجة متعددة الخلايا في الجسم الحي. تستطيع هذه الأجهزة إنشاء بيئة ثلاثية الأبعاد واقعية من الناحية الفيزيولوجية، وهو أمر مطلوب باعتباره أداة لاختبار الأدوية وتوصيلها ودراسة التفاعلات بين الخلوية وانتشار الأورام، وإلخ. في إحدى الدراسات، قام الباحثون بتنمية الخلايا السرطانية واختبروا توصيل دواء السيسبلاتين والريسفيراترول والتيرابازامين، ثم قاسوا تأثير الأدوية على حيوية الخلية.

## التطبيقات الخلوية في أنظمة الموائع الدقيقة
يمكن استخدام أنظمة الموائع الدقيقة لزراعة عدة أنواع من الخلايا.

### زراعة خلايا الثدييات
يمكن زرع خلايا الثدييات وتنميتها لعدة أسابيع، كما يمكن فصلها ونقلها إلى أوساط زرع جديدة لمرات عديدة على المستوى المجهري باستخدام أجهزة الموائع الدقيقة الرقمية.

### زراعة الخلايا غير الثديية

#### الطحالب
يمكن حضن الطحالب ومراقبة معدل نموها وإنتاجها للدهون باستخدام نظام القطرة المعلقة التابع لأنظمة الموائع الجزيئية. على سبيل المثال، طور الباحثون، في دراسة ميشرا وآخرون، جهاز موائع جزيئية يقيس 25ˣ 75 مم يمكن الحصول عليه بسهولة. استخدم هذا التصميم لتحسين ظروف الاختبار عند زراعة البوتريوكوكوس بروني، عن طريق التحكم بأقطار بؤر المعايرة ومقدار التعرض للأشعة فوق البنفسجية (توليد الطفرات) وإجراء الاختبارات الضوئية/ غير الضوئية. يعتبر البوتريوكوكوس بروني من أشيع الطحالب الدقيقة المنتجة للوقود الحيوي في المياه العذبة.